# シル
「シル」とは、元来、建築用語のシルプレート（Sill plate ≒ Wall plate）に由来する、外壁と基礎を締結する補強部材のこと。
当初は木造であった馬車、自動車、鉄道車両などの車体部品にもその呼び名が引き継がれ、現在に至る。
車体窓下のものを「ウインドウシル」と呼び、車体裾（ドア下）のものは「サイドシル」のほか「ロッカーパネル」とも呼ぶ。ウインドウシルは帯材またはかまぼこ形の断面を持つプレス材で、サイドシルは箱形の閉断面が一般的である。乗り物にドアが装備されるようになると、サイドシルは「ドアシル」とも呼ばれるようになる。
また、開口部の上部に配されるものは「ヘダー」、「ヘッダ」、「ヘッダー」などと呼ばれる。
車体に関してはウィンドウ・シル/ヘッダーを参照。